# Igelsbach 62

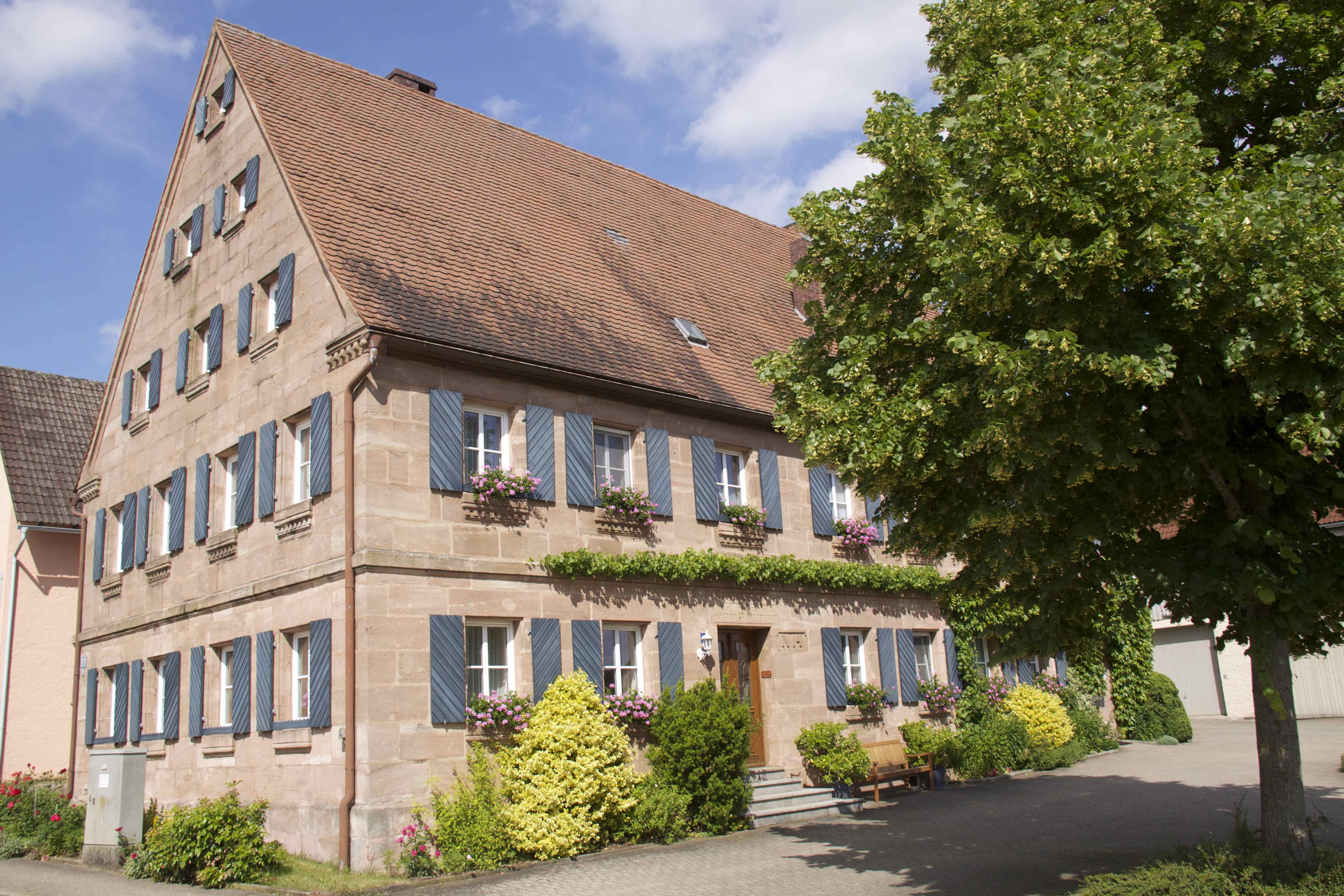
Bauernhaus in Igelsbach (2013)

Das Gebäude Igelsbach 62 in Igelsbach, einem Gemeindeteil von Absberg im mittelfränkischen Landkreis Weißenburg-Gunzenhausen in Bayern, wurde 1910 errichtet. Das Bauernhaus steht auf der Liste der geschützten Baudenkmäler in Bayern.
Der zweigeschossige, traufseitige Satteldachbau in Ecklage aus Sandsteinquadermauerwerk besitzt eine historisierende Gestaltung des Außenbaues. Über dem Eingang ist eine Inschrift mit den Namen der Erbauer eingemeißelt.